# Noemí Rial
Noemí Rial (phát âm tiếng Tây Ban Nha: [noeˈmi ˈrjal]; sinh ra tại Buenos Aires, ngày 28 tháng 4 năm 1947) là một luật sư và chính trị gia đến từ Argentina, hiện đang là Bộ trưởng Lao động của đất nước này. Bà được bổ nhiệm bởi cựu Tổng thống Eduardo Duhalde (2002-2003) và được xác nhận bởi các tổng thống Néstor Kirchner (2003-2007) và Cristina Fernández, được bầu vào năm 2007.

## Tuổi thơ
Noemí Rial được sinh ra trong một gia đình của những người nhập cư Tây Ban Nha đã đến Buenos Aires vào đầu thế kỷ 20.
Cha của bà, Antonio Rial là một người mở ra tại Teatro Astral. Ông cũng là thành viên của Đảng Xã hội Argentina (PS). Tuy nhiên, trong thập niên 40, ông rời khỏi Đảng vì ông tin rằng nó không còn phù hợp với lợi ích thực tế của người lao động Argentina.
Mẹ bà, Áurea García, sở hữu một người thường xuyên và tin tưởng vững chắc vào việc học là cách duy nhất để đi lên xã hội.
Noemí sinh ra ở Buenos Aires, cách Quốc hội Argentina một số khối nhà và dành phần lớn thời thơ ấu ở khu phố.
Cô đã đi đến trường bình thường Nr. 9, Domingo Domingo Faustino Sarmiento, nơi cô trở thành một giáo viên bình thường. Lúc đó, cô muốn trở thành bác sĩ. Tuy nhiên, cuối cùng cô quyết định học trường Luật.

## Trường luật

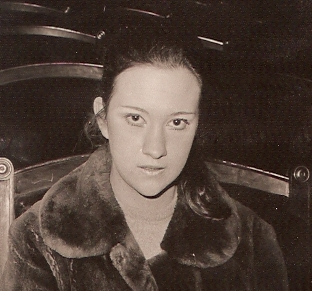
Noemí Rial tại buổi lễ tuyên thệ nhậm chức luật sư (năm 1972)

Trong thập niên 60, Noemi bước vào Universidad de Buenos Aires (UBA) Trường Luật, vào cuối năm nghiên cứu của mình, bà làm một luận án về phá thai trong Bộ luật Hình sự của Argentina.
Những năm 70 đánh dấu sự khởi đầu của mối quan tâm của bà đối với chính trị, khi bà trở thành một thành viên của Juventud Peronista của Argentina.
Năm 1972, bà trở thành một luật sư và đảm nhận một vị trí giảng dạy tại Vụ Luật Chính trị, với các giáo sư là Hernández và Sinigaglia.
Hai năm sau, Bộ đã được can thiệp và các giáo viên của nó bị loại bỏ. Vào tháng 3 năm 1976, Hernández y Sinigaglia trở thành hai nạn nhân nữa của vụ mất tích cưỡng bức ở Argentina.

## Hoạt động chuyên môn
Trong chế độ độc tài quân sự, Noemí làm luật sư toàn thời gian, bảo vệ từng công nhân cũng như các đoàn thể.
Ngay sau khi nền dân chủ trở lại Argentina, Noemí đã tiếp tục công việc giảng dạy tại Khoa Lao động và An sinh xã hội của Trường Luật Đại học Buenos Aires, nơi bà đã làm việc trong hai mươi năm qua. Kể từ đó, bà cũng đã giảng dạy tại các trường sau đại học khác nhau, không chỉ ở Argentina, mà còn ở nước ngoài.
Từ năm 1991 đến năm 1993, Noemí Rial được bổ nhiệm làm Trưởng phòng Pháp chế của Cục Bảo hiểm Y tế Quốc gia Argentina (ANSAL).
Sau đó, bà cũng làm việc với tư cách là cố vấn của cựu Dân biểu Roberto Digón, tại Ủy ban Lao động của Phòng Đại biểu Argentina. Digón là một trong những đối thủ chính để thực hiện luật mềm dẻo.